# Spellemannprisen 1993
Der Spellemannpris 1993 war die 22. Ausgabe des norwegischen Musikpreises Spellemannprisen. Die Nominierungen berücksichtigten Veröffentlichungen des Musikjahres 1993. Die Verleihung der Preise fand im März 1994 statt. In der Kategorie „Årets Spellemann“ wurde The September When ausgezeichnet.

## Verleihung
Die Verleihung des Preises fand am 12. März 1994 im Maihaugsalen in Lillehammer statt. Durch den Abend führte der Moderator Knut Borge. Im Fernsehen übertragen wurde die Veranstaltung im Norsk rikskringkasting (NRK). Es gab Live-Auftritte von Künstlerinnen wie Anne Grete Preus und Kari Bremnes. In der Kategorie für die Orchestermusik war an allen Nominierungen das Philharmonische Orchester Oslo (Oslo Filharmoniske Orkester) beteiligt.

## Gewinner
| Kategorie                                                 | Gewinner                                                            | Werk                                                        |
| --------------------------------------------------------- | ------------------------------------------------------------------- | ----------------------------------------------------------- |
| Barneplater (Kinderplatten)                               | Bukkene Bruse, Geirr Lystrup, Anne Kari Hårnes, Kirsten Bråten Berg | Våre beste barnesanger 2                                    |
| Folkemusikk/Gammaldans (Volksmusik/Gammaldans)            | Bjørn Odde, Amund Bjørgen                                           | Slåttemusikk frå Lom                                        |
| Jazz                                                      | Radka Toneff                                                        | Live in Hamburg                                             |
| Kammermusikk (Kammermusik)                                | Leif Ove Andsnes                                                    | Grieg: Piano sonate op7/Lyriske stykker op. 43 og 54        |
| Nykommer (Newcomer)                                       | Trine Rein                                                          | Finders Keeper                                              |
| Orkestermusikk (Orchestermusik)                           | Truls Mørk, Oslo Filharmoniske Orkester, Mariss Jansons             | Dvorák:E713 Cello-konsert/Tsjajkovskij: Rokokko-variasjoner |
| Pop                                                       | Pogo Pops                                                           | Crash                                                       |
| Rock                                                      | DeLillos                                                            | Neste sommer                                                |
| Roots og Country (Roots und Country)                      | Hellbillies                                                         | Pela stein                                                  |
| Underholdning og Dansemusikk (Unterhaltung und Tanzmusik) | Trio De Janeiro                                                     | Brazilikum                                                  |
| Visesang (Gesang)                                         | Vamp                                                                | Godmorgen, søster                                           |
| Åpen Klasse (Offene Klasse)                               | Mari Boine                                                          | Goaskinviellja                                              |
| Årets Spellemann (Spellemann des Jahres)                  | The September When                                                  | –                                                           |

## Nominierte
Barneplater
- Bukkene Bruse, Geirr Lystrup, Anne Kari Hårnes, Kirsten Bråten Berg: Våre beste barnesanger 2
- Helge Iberg mit weiteren: Alice lengter tilbake
- Marianne Krogness: På frifot

Folkemusikk/Gammaldans
- Bjørn Odde, Amund Bjørgen: Slåttemusikk frå Lom
- Bukkene Bruse: Bukkene Bruse
- Mari Eggen, Helene Høye: Sprell levande

Jazz
- Radka Toneff: Live in Hamburg
- The Real Thing: The Real In New York
- Totti Bergh, Plas Johnson: On the Trail!

Kammermusikk
- Lars Anders Tomter, Leif Ove Andsnes: Brahms: Sonater for bratsj og piano op.120/ Schumann: Märchenbilder op. 113
- Leif Ove Andsnes: Grieg: Piano sonate op7/Lyriske stykker op. 43 og 54
- Per Vollestad, Sigmund Hjelset: Grieg: Romanser

Orkestermusikk
- Oslo Filharmoniske Orkester, Mariss Jansons: Dvorák: Symfoni 7 & 8
- Oslo Filharmoniske Orkester, Mariss Jansons: Stravinskij: Vårofferet - Petrusjka (1947 suite)
- Truls Mørk, Oslo Filharmoniske Orkester, Mariss Jansons: Dvorák:E713 Cello-konsert/Tsjajkovskij: Rokokko-variasjoner

Pop
- A-ha: Memorial Beach
- Pogo Pops: Crash
- The Rambelins: Into the Woods

Rock
- Clawfinger: Deaf Dumb Blind
- DeLillos: Neste sommer
- Motorpsycho: Demon Box

Roots og Country
- Hellbillies: Pela stein
- Somebody’s Darling: Somebody’s Darling
- Stephen Ackles: Let’s Keep the Night

Underholdning og Dansemusikk
- Roar Engelberg & Primas: Café Europa
- Trio De Janeiro: Brazilikum
- Øystein Wiik: Stage

Visesang
- Bjørn Eidsvåg: Allemannsland
- Jan Eggum: Nesten ikke tilstede
- Vamp: Godmorgen, søster

Åpen Klasse
- Knut Reiersrud: Tramp
- Mari Boine: Goaskinviellja
- Tango For 3: Soledad